# Marian Sandu
Marian Sandu (n. 5 mai 1972, Ploiești, România) este un sportiv român, retras din activitatea competițională. A reprezentat România, la lupte greco-romane, la Jocurile Olimpice de vară din 1992 (Barcelona), Jocurile Olimpice de vară din 1996 (Atlanta), Jocurile Olimpice de vară din 2000 (Sidney) și Jocurile Olimpice de vară din 2004 (Atena).